# جيوفاني رنا
جيوفاني رنا (بالإيطالية: Giovanni Rana)‏ هو رائد أعمال إيطالي، ولد في 15 أكتوبر 1937 في Cologna Veneta ‏ في إيطاليا.